# ささきすばる
ささき すばるは、日本のイラストレーター。山口県出身、育ちは大阪府。夫は小説家の森博嗣。
1980年代に一世を風靡した同人出版「ジェット・プロポスト社」の会長を務めた。1982年に森と結婚。近年は、清涼院流水が立ち上げたプロジェクト「The BBB」（Breakthrough Bandwagon Books）に参加している。

## 作品リスト

### 森との共著
以下は、森が文章を、挿絵をささきが担当した絵本。
- 悪戯王子と猫の物語 Fables of Captain Trouble and Cat（2002年10月、講談社、ISBN 4062115816/文庫版 ISBN 4062753553）
- 蜥蜴 Salamander（2003年10月、中央公論新社、ISBN 4120034607）
- 蛟竜 Dragon（2004年11月、中央公論新社、ISBN 4120035891）
- DAY&NIGHT 昼も夜も（2007年4月、中央公論新社、ISBN 9784120038266）

イラスト提供作品
- 地球儀のスライス（森博嗣 著/講談社）
- どきどきフェノメノン（森博嗣 著/カドカワ・エンタテインメント）
- Seven Stories（2016年３月 森博嗣初の英語版短編集/The BBBにて電子書籍化[2]）